# Ichneumon militator
Ichneumon militator är en stekelart som beskrevs av Cuvier 1833. Ichneumon militator ingår i släktet Ichneumon och familjen brokparasitsteklar. Inga underarter finns listade i Catalogue of Life.